# Pelle bianca nella cultura giapponese

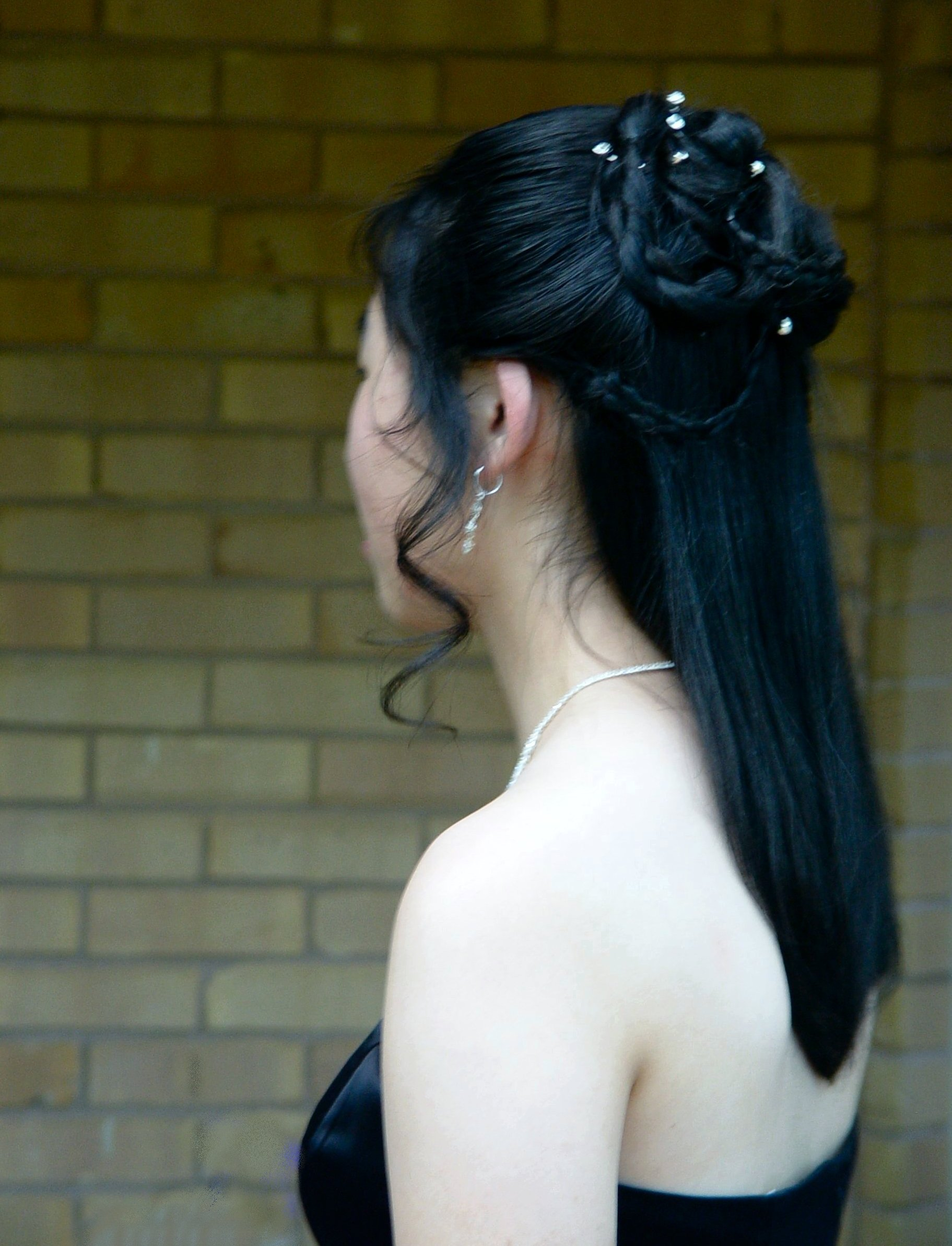
Una donna giapponese mostra la pelle bianca della schiena e delle spalle

La pelle bianca riveste un ruolo di grande importanza all'interno della cultura e dei canoni di bellezza femminili del Giappone. Nel Paese asiatico il candore della pelle come canone estetico è da sempre associato ai concetti di bellezza e nobiltà, e per questo contrapposto alla carnagione scura, vista invece come sinonimo di basso ceto sociale poiché accostata alle professioni più umili svolte all'aperto.
Tale ideale di bellezza è diffuso in Giappone sin dal periodo Nara (710-733), ma il suo significato contemporaneo è influenzato altresì dalle ideologie e dalla moda importati dall'Occidente, che ha comportato un boom nella vendita e nel consumo di prodotti estetici specializzati nello sbiancamento della pelle.

## Storia
Sebbene il colore della pelle umana possa variare drasticamente a seconda delle origini etniche e razziali di un determinato individuo, i giapponesi (al pari di altri paesi asiatici come Corea, Cina e India) possiedono una tradizionale preferenza per la pelle chiara. In Giappone un antico proverbio dice che «la pelle bianca copre sette difetti» (色の白いは七難隠す?, iro no shiroi wa shichinan kakusu) e proprio le donne giapponesi, su tutte, compiono numerosi sforzi nel cercare di mantenere la qualità della loro pelle sotto certi standard, evitando di esporsi sotto la luce diretta del Sole e ricorrendo a prodotti estetici specializzati nello sbiancamento della pelle, reperibili in qualsiasi parte del Paese.

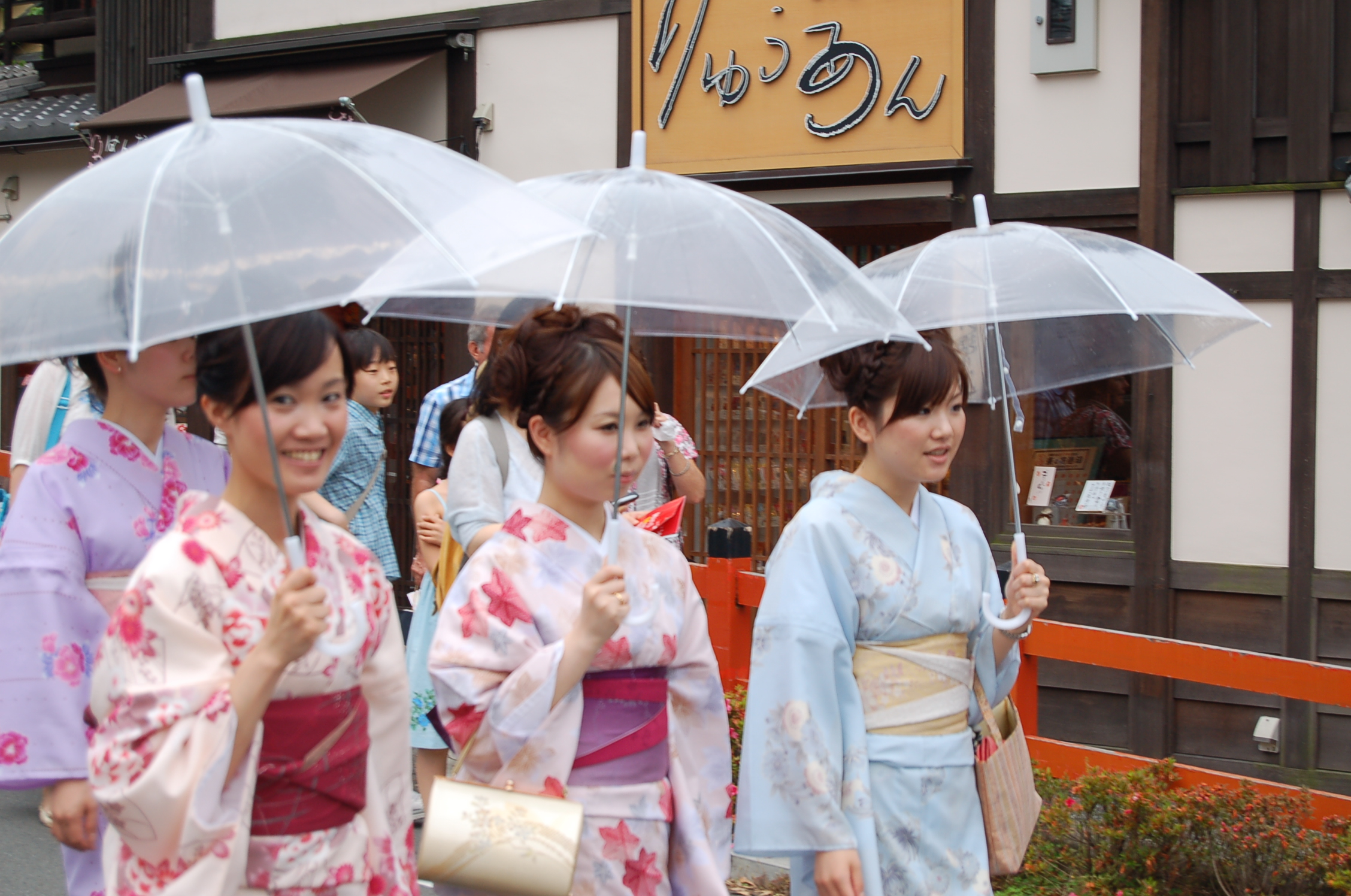
Le donne giapponesi optano spesso per un ombrello parasole per proteggere la loro pelle bianca dai raggi del Sole

Anche se il motivo del perseguimento di questo canone di bellezza è spesso ricondotto alla volontà di emulare la bellezza stereotipata delle donne caucasiche, il motivo originale dietro l'ossessione delle giapponesi per la pelle chiara ha più a che fare con le differenze di classe sociale: si credeva infatti che una carnagione più chiara indicasse in un individuo un livello di istruzione, una disponibilità economica e un ceto sociale superiori, mentre la pelle più scura alludeva a una vita di lavoro all'aperto, durante il quale era più facile che la pelle si imbrunisse a causa della continua esposizione al Sole. Inoltre, prima ancora di qualsiasi contatto con europei caucasici dalla carnagione chiara e con africani o indiani dalla carnagione scura, i giapponesi hanno sempre associato la pelle bianca al concetto di bellezza, deprecando di conseguenza la pelle nera ed etichettandola come antiestetica. Questo poiché la pelle chiara è sovente vista come sinonimo di "pelle perfetta". Infine, i giapponesi hanno sempre usato la parola shiroi (白い? "bianco") per descrivere la tonalità più chiara della loro carnagione, e la pelle bianca è spesso presentata come caratteristica fisica simbolo degli abitanti del Paese del Sol Levante, in contrasto alla percezione occidentale che vede utilizzare l'aggettivo "giallo" per descrivere il colore della pelle dei giapponesi e degli asiatici in generale.
Questo ideale di bellezza è diffuso in Giappone sin dal periodo Nara (710-733), quando le donne di corte facevano ampio uso di prodotti di bellezza per la salute della pelle (come crusca di riso e polvere di perle macinate) oltre ad applicare cipria bianca al viso in modo da ottenere l'effetto pallore. Durante il periodo Edo (1603-1868) un cosmetico chiamato uguisu no fun (鶯の糞?), derivato dagli escrementi di una specie di usignolo giapponese, veniva utilizzato per rimuovere il trucco pesante delle geisha, e tra le sue qualità vi era quello di sbiancare la pelle e restituirle brillantezza. Solo dopo la caduta dello shogunato Tokugawa e la conseguente apertura delle frontiere voluta dal nuovo governo Meiji (1868), i giapponesi iniziarono a importare e imitare le mode e le usanze occidentali, dal vestiario alle acconciature, sino alla carnagione chiara delle donne caucasiche. Nei primi decenni del Novecento la mochi-hada (餅肌? "pelle come il riso pestato") era ritenuto un elemento di grande importanza nel giudicare la bellezza di una donna giapponese, venendo spesso associato a virtù quali femminilità, castità, purezza, onestà e istinto materno. Tuttavia, tale ideale non era assimilabile all'usanza occidentale di ricorrere ai cosmetici per migliorare l'aspetto fisico, ma piuttosto si trattava di una versione più moderna e più leggera del tradizionale sbiancamento del viso perpetuato per lungo tempo durante tutto il periodo Meiji e nelle epoche precedenti.
Con il passare degli anni la pelle bianca si è trasformata, da simbolo di innocenza e femminilità, a emblema di giovinezza e attrazione per il sesso opposto, a causa soprattutto dell'aggressivo marketing delle grandi aziende cosmetiche giapponesi. Anche le industrie internazionali del cinema e della pubblicità hanno avuto un ruolo chiave nel riproporre fortemente questo canone di bellezza, attraverso la promozione di modelle dalla pelle chiara come esempio di bellezza asiatica. Inoltre in Giappone è opinione generale considerare le donne caucasiche quale canone ideale di bellezza, dato che si riflette negli spot pubblicitari dei maggiori brand di moda, dei quali il 54% (la percentuale maggiore tra i Paesi asiatici) utilizza modelle caucasiche.
Dagli anni ottanta del XX secolo hanno fatto la loro apparizione nel mercato giapponese numerose tipologie di prodotti di bellezza — noti come bihaku (美白? "bellezza del bianco") — che promettono di rendere la pelle più chiara e di aiutare a mantenerla tale e, fin dalla loro uscita, hanno avuto e continuano ad avere grande successo.

## Il mercato dei prodottibihakuin Giappone
In Giappone le vendite di prodotti destinati alla cura della pelle fatturavano un totale di più di 810 miliardi di yen nel 2014, dei quali 196 miliardi provenivano dalle vendite dei prodotti specializzati nello sbiancamento della pelle, cifra corrispondente al 20% del mercato. Il successo di tali prodotti si deve in buona parte ai convincenti spot pubblicitari realizzati dalle aziende cosmetiche, in cui vengono spesso incluse testimonianze di persone che sostengono di avere verificato personalmente l'efficacia dei prodotti reclamizzati.
I prodotti bihaku possono contenere elementi come l'acido azelaico e l'acido alfa-idrossi, vitamine quali retinolo, retinale e tretinoina, oltre a concentrati che presentano tra gli altri elementi vitamina A, C ed E, acido salicilico, acido glicolico, acido lattico e acido cogico. Alcuni prodotti più moderni contengono estratti di piante come l'arbutina (dall'uva ursina), la quale è andata a sostituire l'idrochinone, il cui utilizzo in sintesi chimica nei prodotti di bellezza è stato vietato in Giappone negli anni duemila. Alcune creme contenevano il Rhododenol, una versione sintetica del composto che è possibile trovare in natura nella corteccia delle betulle bianche, ma queste furono ritirate dal mercato nel maggio del 2013 a causa di gravi effetti collaterali subiti da un numero considerevole di clienti. Ciò comportò una grande perdita economica per l'azienda Kanebo, che si vide soffiare il ruolo di leader nel settore dalla rivale Shiseido.
Tra le proprietà di tali prodotti vi sarebbero la capacità di rimuovere le impurità e le imperfezioni della pelle quali rughe, macchie e occhiaie, la capacità di omogeneizzare il colore della carnagione, rigenerare, pulire e sbiancare la pelle, aumentando la ritenzione dell'umidità, mantenendo l'elasticità e prevenendo la formazione della melanina.